# Beilbrief
Der Beilbrief (auch Beylbrief, Bielbrief oder Bylbrief; englisch certificate of registry, französisch certificat de construction) war ein Schiffspapier über den Schiffbau, Schiffskauf oder die Schiffsbeleihung.

## Allgemeines
Das Wort Beylbrief stammt von „bauen“ (schwedisch byla), er tauchte bereits 1567 in der Schweiz auf.
Er bescheinigte in Deutschland die den gesetzlichen Anforderungen gemäße Bauart eines Schiffes.
In der Schweiz wurde der Begriff verwendet für 1. Urkunde in Doppelausfertigung mit gleichem oder aufeinanderpassendem Kerbschnitt; 2. ein in der Form eines Kerbbriefs ausgestellter Kaufbrief; 3. Schuldschein.

## Verwendung im Schiffbau
Es gab auch einen Bodmereibrief, der ausschließlich bei der Bodmerei ausgestellt wurde. Trug der Gläubiger nicht die Seegefahren, bekam er höhere Kreditzinsen, es lag ein Bodmereibrief vor; trug er die Seegefahren, handelte es sich um einen Beilbrief. Das Wort tauchte ersichtlich erstmals 1722 auf: „Beil-brieff heist der Kontrakt, der mit Schiffbauern aufgerichtet wird, wegen Erbauung eines oder mehrerer Schiffe“. Das Allgemeine Preußische Landrecht (APL) vom Juni 1794 sah vor, dass Handelsschiffe als Frachtschiffe nur eingesetzt werden durften, wenn ein „Beylbrief“ ausgestellt war (II 8, § 1392 APL). Gemäß §§ 1389 ff. APL bescheinigte der Beylbrief nicht nur die Seetüchtigkeit, sondern auch, dass der Reeder sämtliche Bedingungen erfüllt hat, eine Reederei zu betreiben; die Reeder waren verpflichtet, ihre Schiffe unter anderem mit Beylbriefen auszustatten (II 8, § 1424 APL). Wurde die Schiffsfinanzierung ausschließlich zum Schiffbau eingesetzt, gab es den Beilbrief, während der Bodmereibrief auch die Finanzierung der Seefracht betraf.

## Heutige Situation
Den Beilbrief ersetzen heute das Schiffszertifikat (englisch Certificate of Registry) oder der Schiffsmessbrief (englisch Tonnage Certificate), die ebenfalls zu den Schiffspapieren gehören.